# Turkwel
La rivière Turkwel est une rivière africaine qui naît sur les pentes du mont Elgon à la frontière entre le Kenya et l'Ouganda et se termine dans le plus grand lac désertique du monde, le lac Turkana.

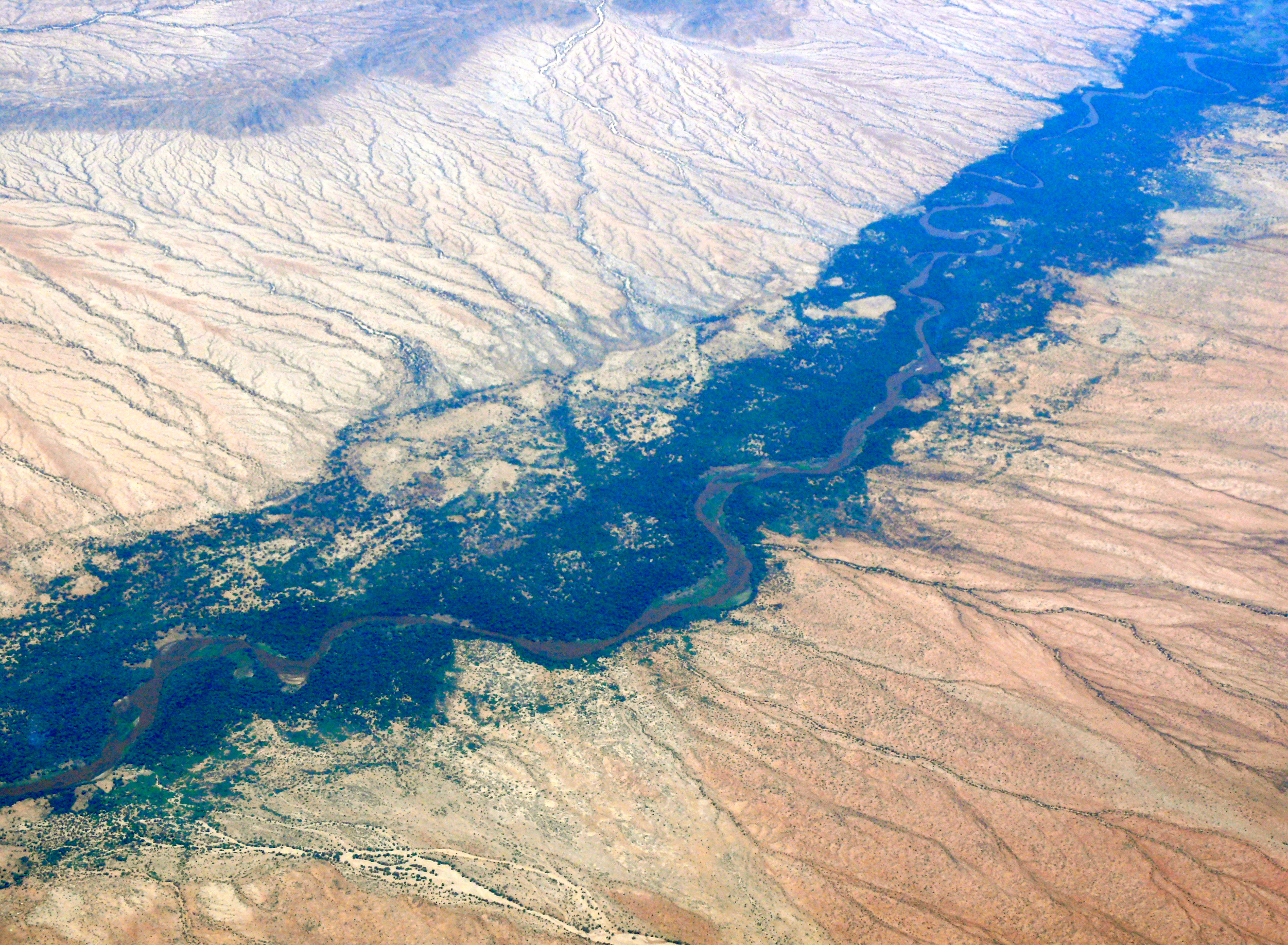
La rivière Turkwel vue d'avion.
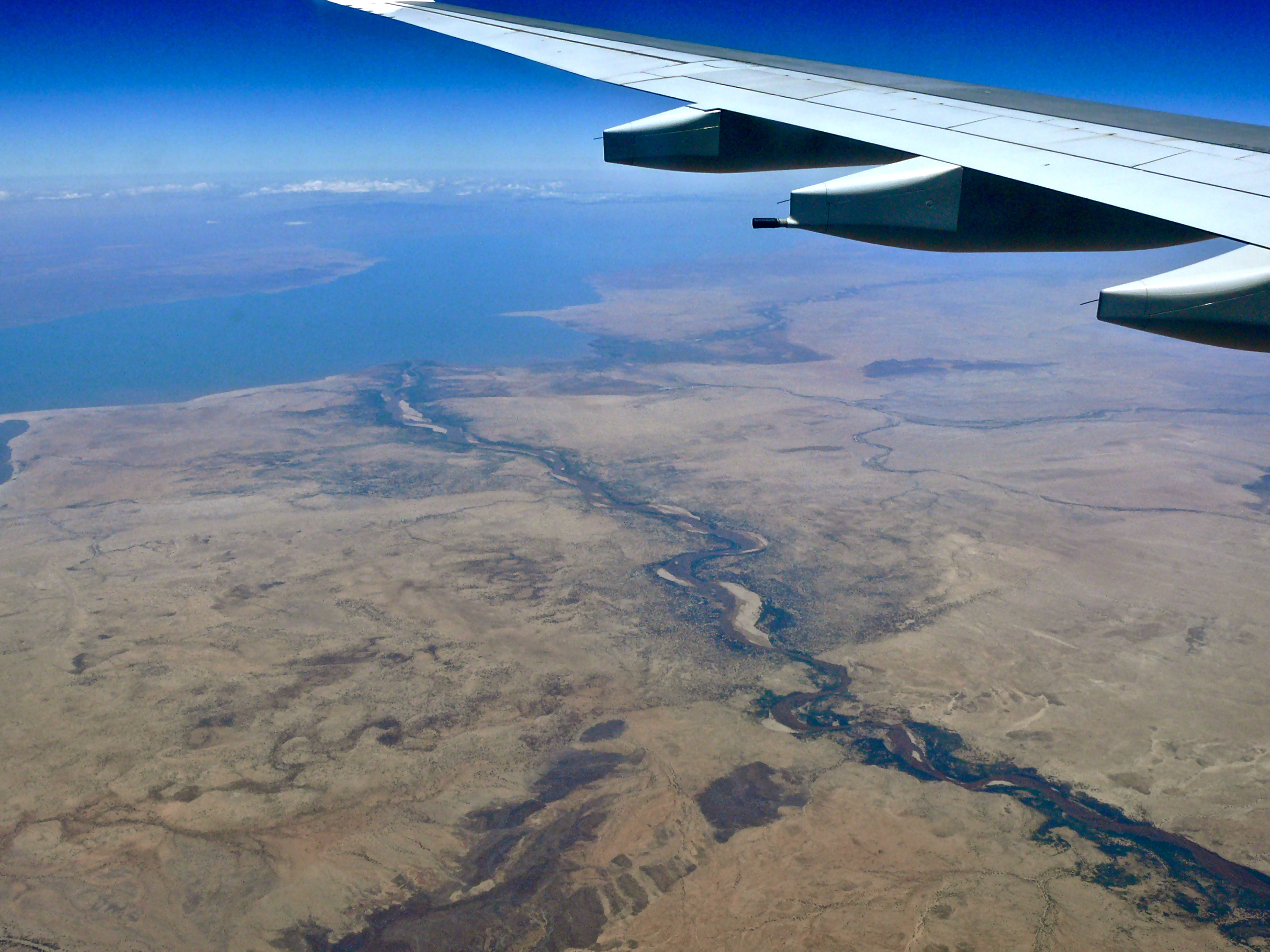
La rivière Turkwel et le lac Turkana vus d'avion.

## Source de la traduction
- (de) Cet article est partiellement ou en totalité issu de l’article de Wikipédia en allemand intitulé « Turkwel » (voir la liste des auteurs).